# أوبرا الجزائر
أوبرا الجزائر - بوعلام بسايح هي دار الأوبرا تضم 1400 مقعدا، الواقعة ببلدية أولاد فايت بـالجزائر العاصمة، وقد تم تطويرها من قبل مجموعة الهندسة المدنية لحكومة الصين (CSCEC) وهي موطن لكل من الأوركسترا السمفونية الجزائرية وفرقة الباليه الوطني وفرقة الموسيقى الأندلسية، وتختص أيضا بالتكوين في المجال الثقافي بفروعه المختلفة على غرار الغناء والكوريغرافيا بالإضافة للتكوين في مجال التقنيات كالإضاءة والصوت والبلاتوه.
تم تقديم أول حفل في الأوبرا سنة 2016 للأوركسترا السمفونية الوطنية، وحضرته العديد من الشخصيات الوطنية والأجنبية على شرف تدشين المنشأة لأول مرة. حفل قاده الموسيقار أمين قويدر وشارك فيه العديد من المواهب الموسيقية، تنوعت لوحاته لتشمل التراث الجزائري الأصيل وروائع الموسيقى العالمية.

## الوصف
أوبرا الجزائر هي جزء من قطب ثقافي ضخم يشمل أيضا قاعة للعروض الكبرى بسعة حوالي 12 ألف مقعد بالواقعة بالمدخل الشمالي لمدينة أولاد فايت (الضاحية الغربية للعاصمة) بمحاذاة الطريق الوطني الرابط بين ولاية تيبازة والعاصمة. يعتبر هذا القطب الثقافي أول دار أوبرا في المغرب العربي والخامسة عربيًا بعد دار الأوبرا المصرية والسورية، والأوبرا السلطانية في مسقط، ودار دبي للأوبرا.
تم تصميم الأوبرا بهندسة معمارية مغاربية بلمسة عصرية وبسيطة ببهوها الرخامي الرحب وسلالمها الدائرية. والقاعة الرئيسية للعروض تتسع لـ1400 شخص بمقاعدها الحمراء وصالة تمرينات للباليه وقاعات لعزف البيانو ومكاتب بالإضافة لموقفين للسيارات والعديد من المرافق الأخرى. كما أنها تضم طابقين واسعين جدا سيتيحان للضيوف إمكانية المشاهدة الجيدة للعروض على الخشبة ومن كل الزوايا وهذه الأخيرة عصرية جدا كونها تتحرك للأعلى والأسفل على عدة أمتار الأمر الذي سيسهل عمل الفنانين كثيرا.

### التسمية

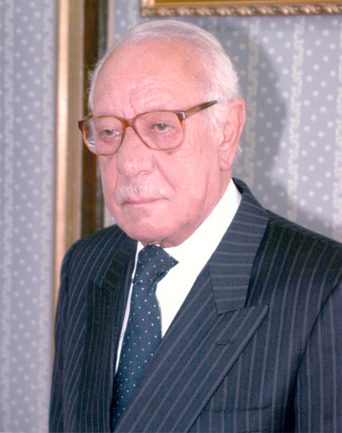
بوعلام بسايح، أبرز رجالات الجزائر.

تم إطلاق اسم بوعلام بسايح على الأوبرا في يوم تدشينه من طرف الرئيس الجزائري عبد العزيز بوتفليقة، ويعتبر بوعلام بسايح الذي توفي في 28 جويلية 2016، من أبرز رجالات الجزائر الذي تقلدوا أبرز المناصب في الدولة الجزائرية منذ الثورة إلى غاية وفاته. وهو مجاهد ورجل سياسي وأستاذ أدب سابقا ودكتور في الأدب والعلوم الإنسانية، كان عضوا بالأمانة العامة للمجلس الوطني للثورة الجزائرية من 1959 إلى 1962.
وبعد الاستقلال شغل منصب سفير بعدة عواصم أوروبية وعربية، منها الفاتيكان ومصر والكويت والمغرب، قبل أن يتولى مهام الأمين العام لوزارة الشؤون الخارجية في 1971. في 1979 دخل بسايح الحكومة، حيث أشرف على عدة حقائب وزارية، وعُيّن وزيرا للإعلام ووزيرا للبريد والاتصالات ووزيرا للثقافة قبل تعيينه على رأس وزارة الشؤون الخارجية عام 1988. وبهذه الصفة شارك بنشاط في اللجنة الثلاثية «الجزائر - المغرب - السعودية» التي أقرتها القمة العربية بالدار البيضاء في الجهود المبذولة من أجل التوصل إلى اتفاق الطائف الذي وضع حدا للحرب الأهلية في لبنان.
وفي 1997 عُين عضوا بمجلس الأمة ضمن الثلث الرئاسي قبل انتخابه رئيسا للجنة الشؤون الخارجية بالغرفة الثانية للبرلمان. وبعد أن شغل منصب سفير الجزائر في المغرب عُين في سبتمبر 2005 من قبل رئيس الجمهورية، رئيسا للمجلس الدستوري.

### التدشين
تم تدشين الأوبرا من من طرف رئيس الجمهورية عبد العزيز بوتفليقة، وفي مستهل زيارته قام الرئيس عند مدخل البهو الرئيسي بازاحة الستار عن اللوحة التدشينية. بعدها زار الرئيس الذي كان مرفوقا بالوزير الأول السابق عبد المالك سلال مختلف مرافق الأوبرا التي تمتدّ عبر 35 ألف متر مربع، وتضم قاعة عروض وحفلات، وواكب بوتفليقة حفلا موسيقيا للأوركسترا السمفونية الوطنية بقيادة المايسترو أمين قويدر.

### وصلة خارجية
- الموقع الرسمي
- الموقع الرسمي لوزارة الثقافة الجزائرية (بالعربية)
- بالفيديو.. افتتاح خامس دار أوبرا عربية "هدية الصين للجزائر"